# Cicli di affreschi del XIV secolo di Padova
I cicli di affreschi del XIV secolo di Padova sono un sito seriale inserito dall'UNESCO nella lista dei patrimoni dell'umanità il 24 luglio 2021, come bene culturale che "illustra un modo completamente nuovo di rappresentare la narrazione in pittura, con nuove prospettive spaziali influenzate dai progressi della scienza dell'ottica e una nuova capacità di rappresentare le figure umane in tutte le loro caratteristiche, compresi i sentimenti e le emozioni. Queste innovazioni segnano una nuova era nella storia dell'arte, producendo un irresistibile cambio di direzione".
Nonostante siano stati realizzati per mano di artisti diversi e in edifici diversi dalle diverse funzioni, gli affreschi trecenteschi sono accomunati dallo stesso stile e contenuto, il cui modello è l'opera di Giotto all'interno della Cappella degli Scrovegni. Questi dipinti murali hanno segnato l'inizio di una rivoluzione nella storia della pittura e mostrano come la tecnica pittorica, spinta da un impeto creativo e dagli studi sulla rappresentazione spaziale, si sia evoluta nell'arco di un intero secolo.

## I luoghi del sito seriale
Il sito, noto anche come Padova Urbs Picta (Padova Città dell'affresco, letteralmente Città dipinta), è costituito dai cicli pittorici del Trecento, dipinti tra il 1302 e il 1397 da sei diversi artisti: oltre al già citato Giotto, Guariento, Giusto de’ Menabuoi, Altichiero da Zevio, Jacopo Avanzi e Jacopo da Verona.
Gli affreschi si trovano all’interno di otto edifici e complessi monumentali nel centro storico di Padova, suddivisi in quattro componenti, in un’area che nel XIV secolo corrispondeva all’intera superficie abitata all’interno delle mura.
1. Scrovegni ed Eremitani (Cappella degli Scrovegni, Chiesa degli Eremitani),
2. Palazzo della Ragione, Reggia, Battistero e le loro piazze,
3. Cittadella Antoniana (Basilica di Sant'Antonio di Padova, Oratorio di San Giorgio),
4. Oratorio di San Michele.

### Cappella degli Scrovegni

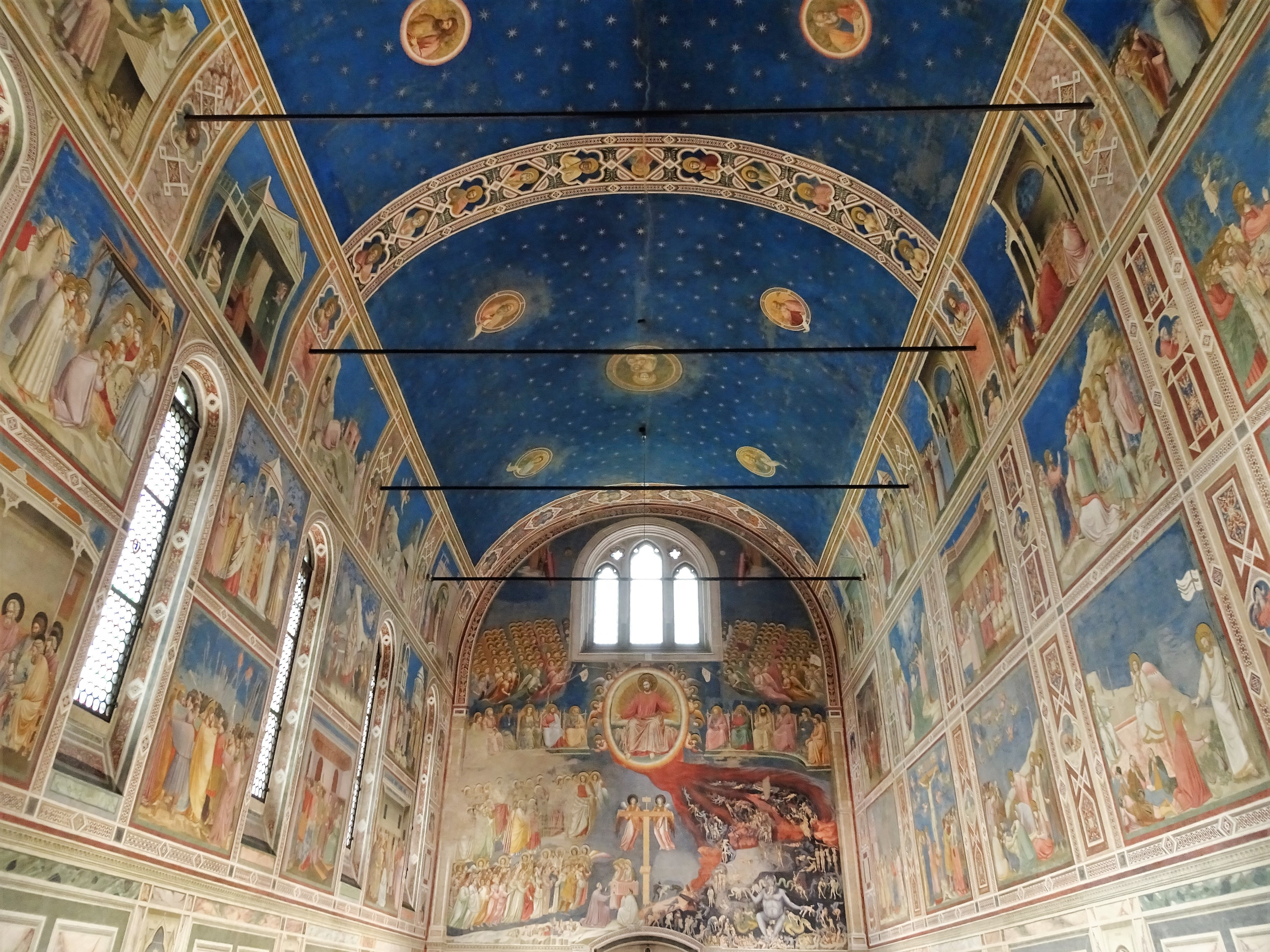
Affreschi di Giotto, Cappella degli Scrovegni

Nella Cappella degli Scrovegni si trova il ciclo affrescato meglio conservato di Giotto. Gli affreschi gli furono commissionati da Enrico Scrovegni, che approfittò della sua presenza a Padova, dove era già impegnato nella Basilica del Santo.
Furono realizzati, assai rapidamente, tra la dedicazione della Cappella alla Vergine, il 25 marzo 1303 e la sua consacrazione, il 25 marzo 1305. Le fonti di Giotto, oltre al Nuovo Testamento, furono i Vangeli apocrifi, la Legenda Aurea di Jacopo da Varazze e Il Fisiologo, ma l'intero ciclo può essere messo in relazione anche con il genere della Sacra rappresentazione.
Il ciclo, che copre interamente le pareti e la volta della Cappella, rappresenta la storia della salvezza ed è composto da:
- 39 scene dalle Storie della Vita della Vergine e di Cristo (sulle pareti laterali e l'arco della parete est),
- 14 figure che rappresentano i Vizi e le Virtù (nel registro inferiore delle pareti laterali),
- due piccole balconate dipinte (i cosiddetti "coretti") ai lati dell'arco nella parete est,
- il maestoso Giudizio Universale sulla controfacciata (parete ovest),
- una volta stellata attraversata da tre archi trasversali e con dei tondi raffiguranti Maria, Cristo e i profeti.[7][8]

La narrazione degli episodi evangelici si svolge su tre livelli, cominciando dall'angolo sud-est e proseguendo a spirale in senso orario. Seguendo, invece, i Vizi e le Virtù si raggiungono, rispettivamente, l'Inferno e il Paradiso.
Nel presbiterio, sono presenti due affreschi raffiguranti la Madonna del latte, entrambi attribuiti a Giusto De' Menabuoi. Sempre nel presbiterio, la Dormizione e la Glorificazione di Maria sono stati realizzati, intorno al 1320, da un pittore giottesco.
L'innovazione giottesca è rintracciabile, in particolare, nella resa dello spazio in prospettiva e in una nuova, più realistica, rappresentazione degli stati d'animo umani.

## Galleria d'immagini

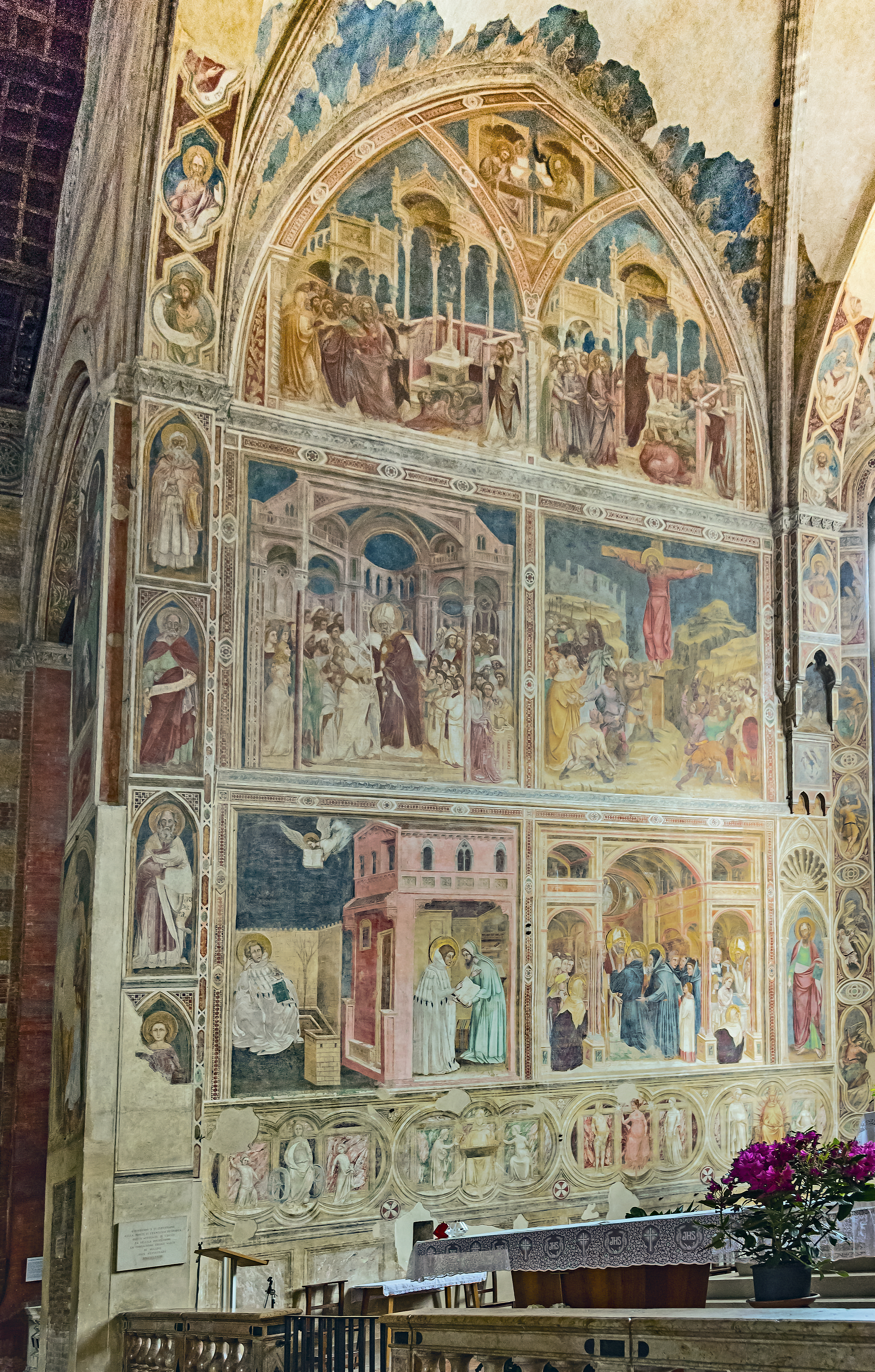
Affreschi di Guariento di Arpo, Chiesa degli Eremitani
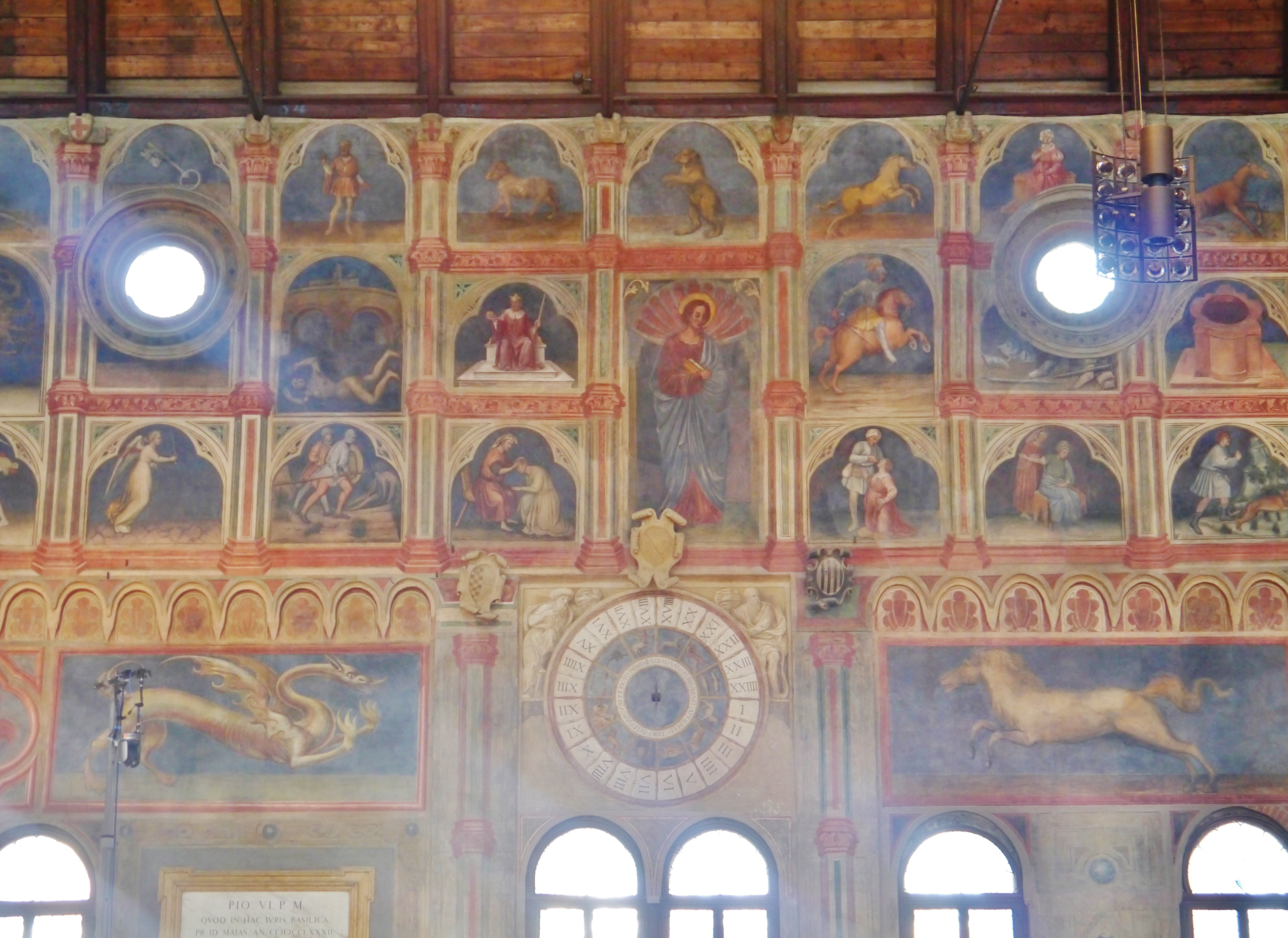
Affreschi nel Palazzo della Ragione
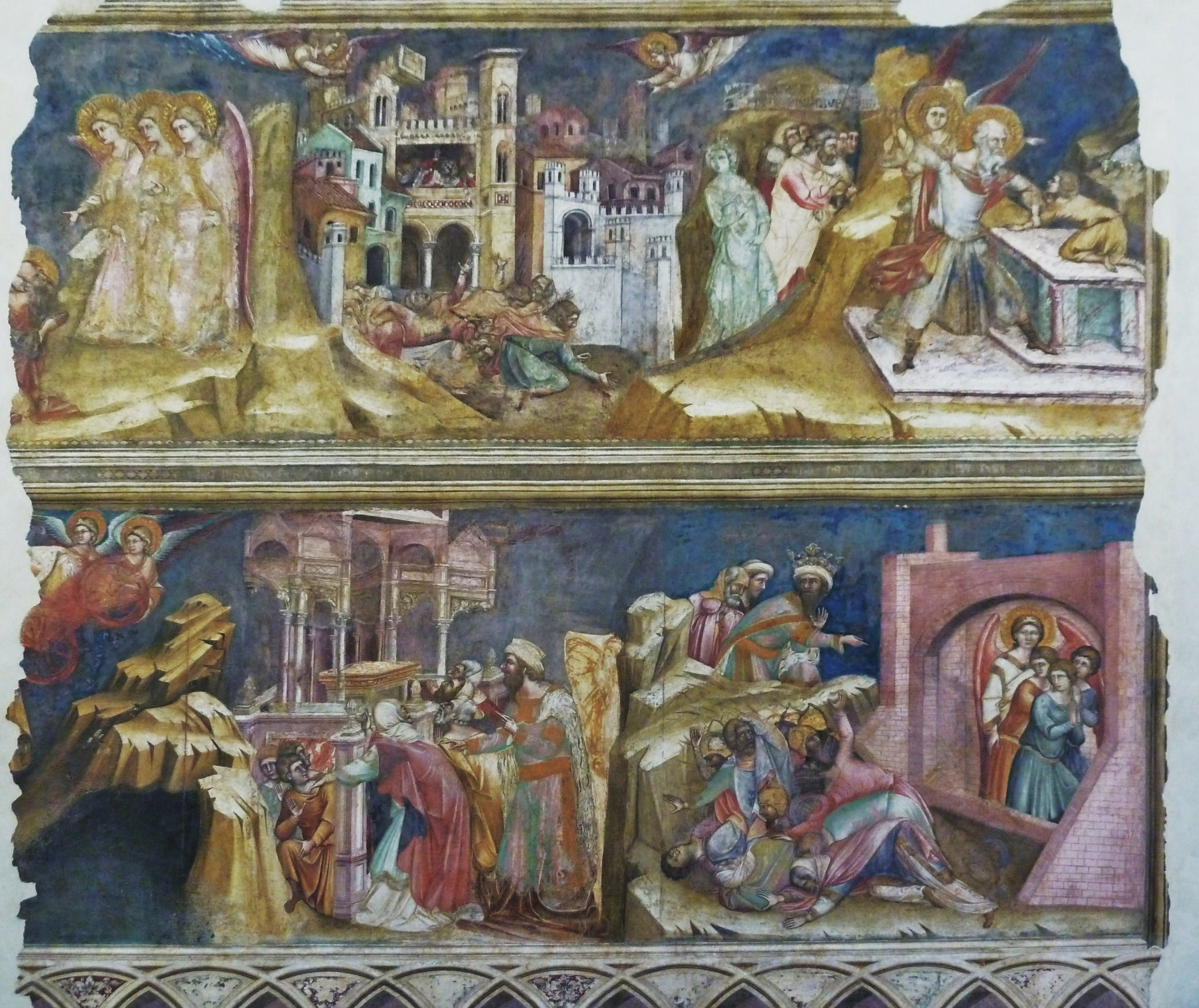
Affreschi di Guariento di Arpo, Loggia dei Carraresi
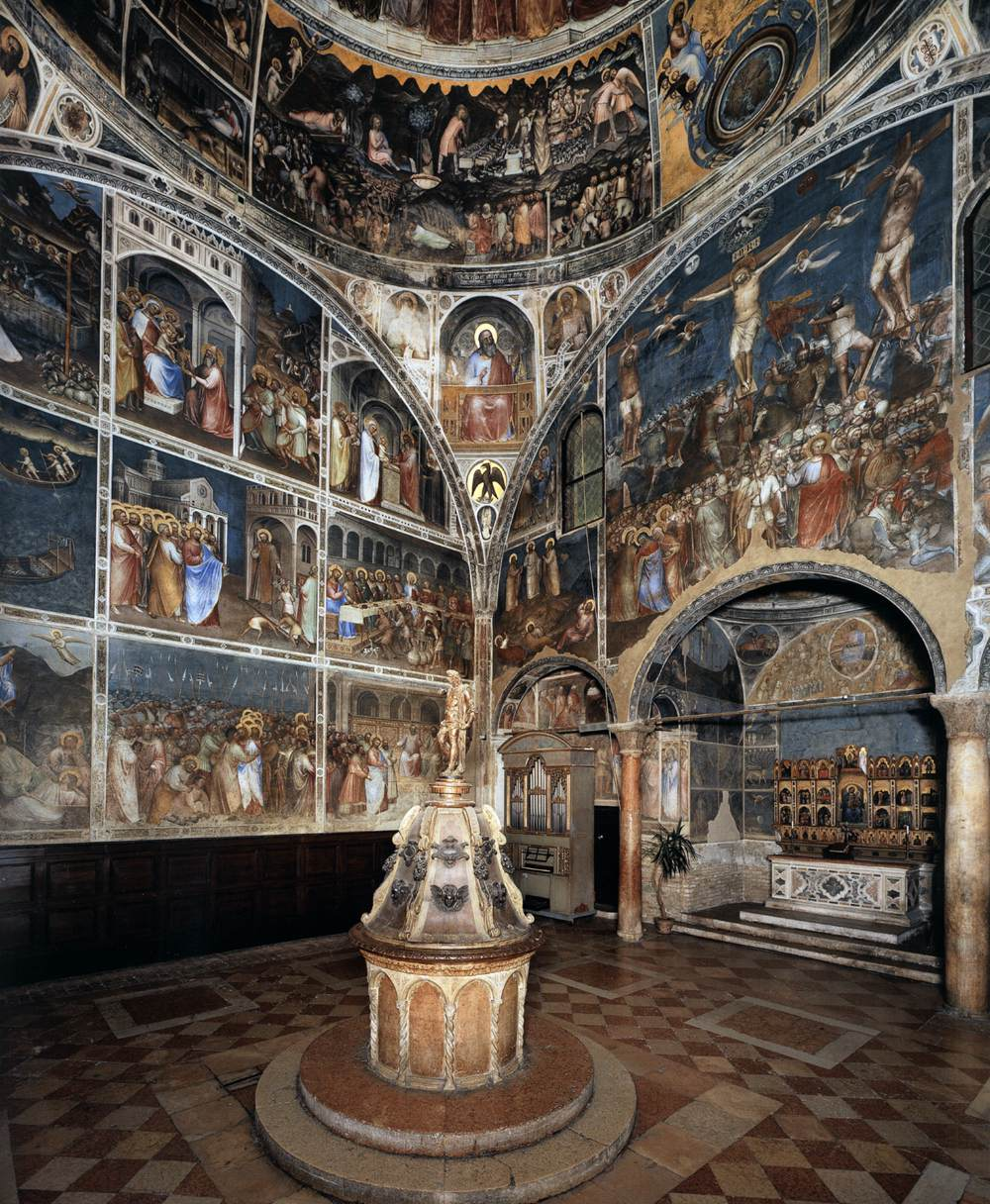
Affreschi di Giusto de' Menabuoi, Battistero del duomo
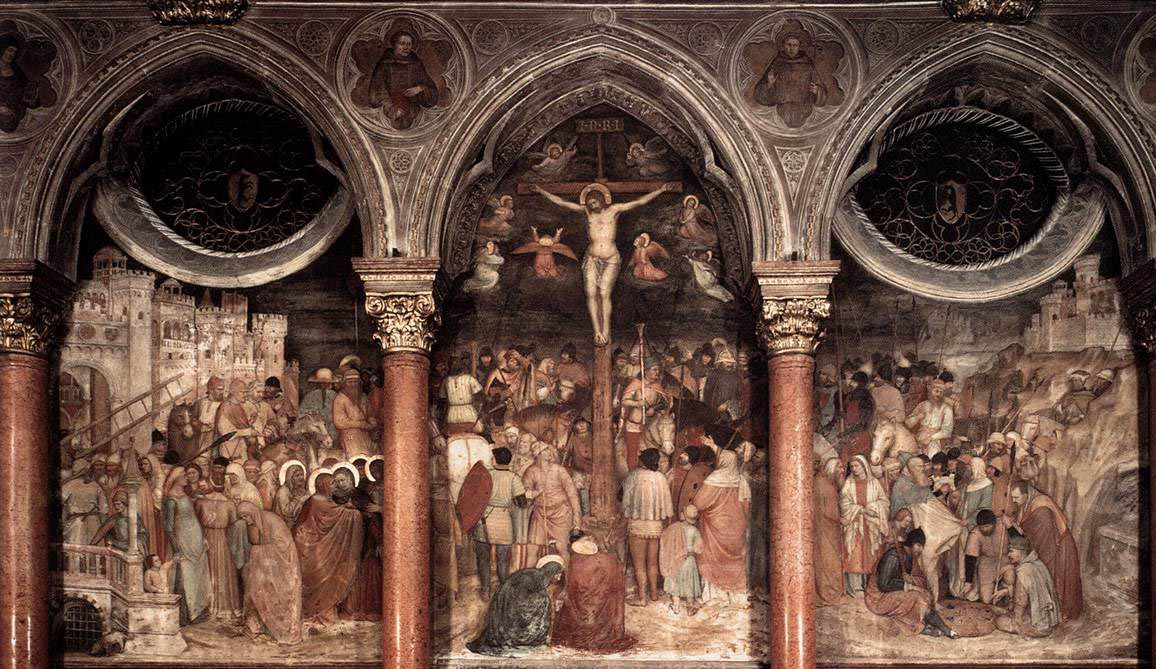
Affreschi della cappella di San Giacomo nella Basilica di Sant'Antonio, opera di Altichiero da Zevio e Jacopo Avanzi
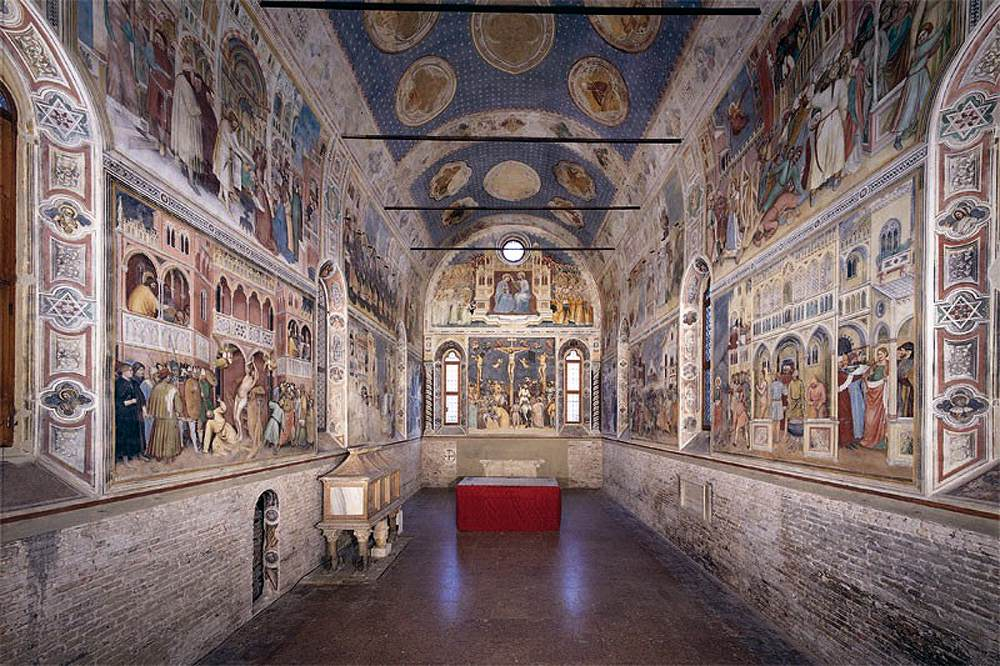
Affreschi di Altichiero da Zevio, Oratorio di San Giorgio
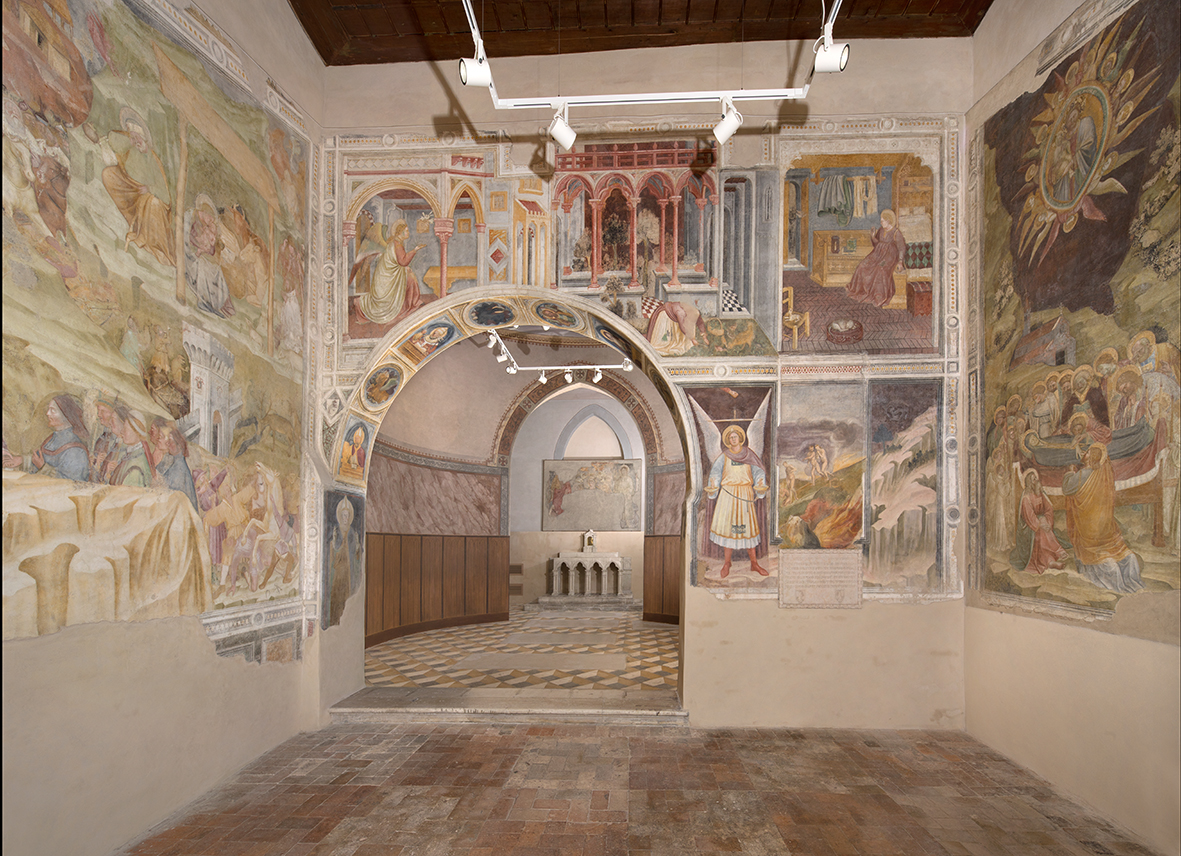
Affreschi di Jacopo da Verona, Oratorio di San Michele